# Transit Blues
Transit Blues es el sexto álbum de estudio de la banda estadounidense de metalcore The Devil Wears Prada, que se lanzó el 7 de octubre de 2016 a través del sello discográfico Rise Records donde marcó su regreso al sello desde Plagues de 2007. Este es su primer álbum, Giuseppe Capolupo, baterista de Demise of Eros, Haste the Day y Once Nothing, declaró que había grabado en Transit Blues, después de que Daniel Williams dejara la banda. También es el primer álbum de Prada que presenta a Kyle Sipress en la guitarra.

## Lista de canciones
| N.º | Título                    | Duración |  |
| 1.  | «Praise Poison»           | 2:34     |  |
| 2.  | «Daughter»                | 2:28     |  |
| 3.  | «Worldwide»               | 3:28     |  |
| 4.  | «Lock & Load»             | 3:19     |  |
| 5.  | «Flyover States»          | 3:24     |  |
| 6.  | «Detroit Tapes»           | 2:12     |  |
| 7.  | «The Condition»           | 4:00     |  |
| 8.  | «To the Key of Evergreen» | 5:07     |  |
| 9.  | «Submersion»              | 4:13     |  |
| 10. | «Home for Grave, Pt. II»  | 4:03     |  |
| 11. | «Transit Blues»           | 3:24     |  |

## Personal
The Devil Wears Prada
- Mike Hranica - voz principal, guitarras adicionales
- Jeremy DePoyster - voz limpia, guitarra rítmica
- Andy Trick - bajo
- Kyle Sipress - guitarra principal, coros